# Bergwaldborkenkäfer
Der Bergwaldborkenkäfer (Cryphalus saltuarius) ist ein Rüsselkäfer aus der Unterfamilie der Borkenkäfer (Scolytinae). Da er seine Brutsysteme in der Rinde der Wirtsbäume anlegt, wird er den Rindenbrütern zugerechnet.

## Merkmale
Die Käfer werden 1,5 bis zwei Millimeter lang und haben einen schwarzen, walzenförmigen Körper. Der Halsschild ist vorne mit großen Höckern versehen. Es verdeckt von oben gesehen den Kopf, sein Vorderrand ist in der Mitte ohne herausragende Höcker. Die schwarzbraun gefärbten, matten Flügeldecken weisen undeutliche, feine Punktreihen auf und sind 1,6 bis 1,67 mal so lang wie zusammen breit. Die Zwischenräume der Punktreihen tragen helle, ovale Schuppen und helle, kurze Härchen. Die Fühler und Beine sind hellbraun. Die Fühlergeißel ist viergliedrig, die Fühlerkeule hat drei Nähte und ist ohne Einschnitt.

## Verbreitung
Die Art ist in Schottland, Mittel- und Südosteuropa, Skandinavien, Italien und im Osten bis in den europäischen Teil Russlands verbreitet.

## Lebensweise
Der Bergwaldborkenkäfer kommt vor allem an Fichten (Picea), aber auch Kiefern (Pinus), Nordmanntanne (Abies nordmanniana), Abies sibirica und Wacholder (Juniperus communis) vor. Er besiedelt vorzugsweise dünnrindige Partien der Bäume und hier vor allem Äste bzw. Astquirle. Normalerweise ist er als unbedeutender Besiedler geschwächter Äste, Zweige und Reisigreste sowie schwächerer Stämmchen (Stangenholz) aktiv. Das Fraßbild ist ein platzförmiger Muttergang von dem eng aneinander stehende, geschlängelte, zwei bis vier Zentimeter lange Larvengänge ausgehen. Sie setzen gerne an den Abzweigungen der Triebe an, aber greifen auch auf die Triebe selbst aus. Es kommt häufig zu einer Ausbildung von zwei Generationen. Die Flugzeiten liegen im März und Juli/August.

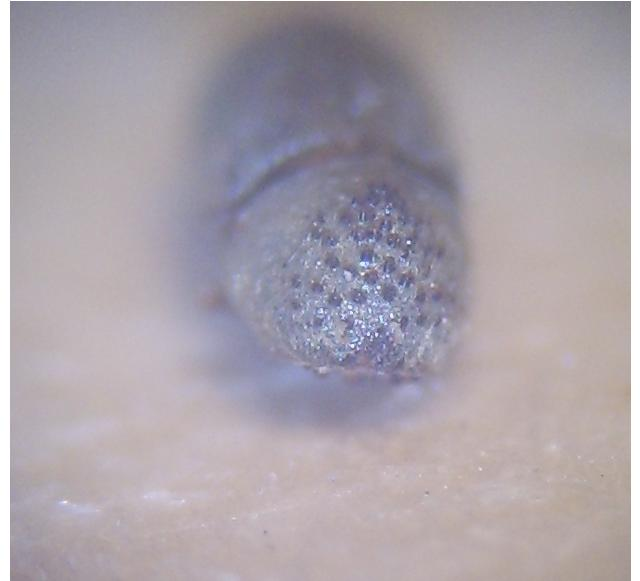
Die großen Höcker des Halsschildes von vorn

## Synonyme
Aus der Literatur sind für Cryphalus saltuarius folgende Synonyme bekannt:
- Bostrichus asperatus Ratzeburg, 1837
- Cryphalus scriba Gozis, 1886
- Cryphalus saltuarius Weise, 1891
- Cryphalus asperatus Schedl, 1975